# Камельчик, Михаил Степанович
Михаил Степанович Камельчик (1921—2006) — Гвардии полковник Советской Армии, участник Великой Отечественной войны, Герой Советского Союза (1946).

## Биография

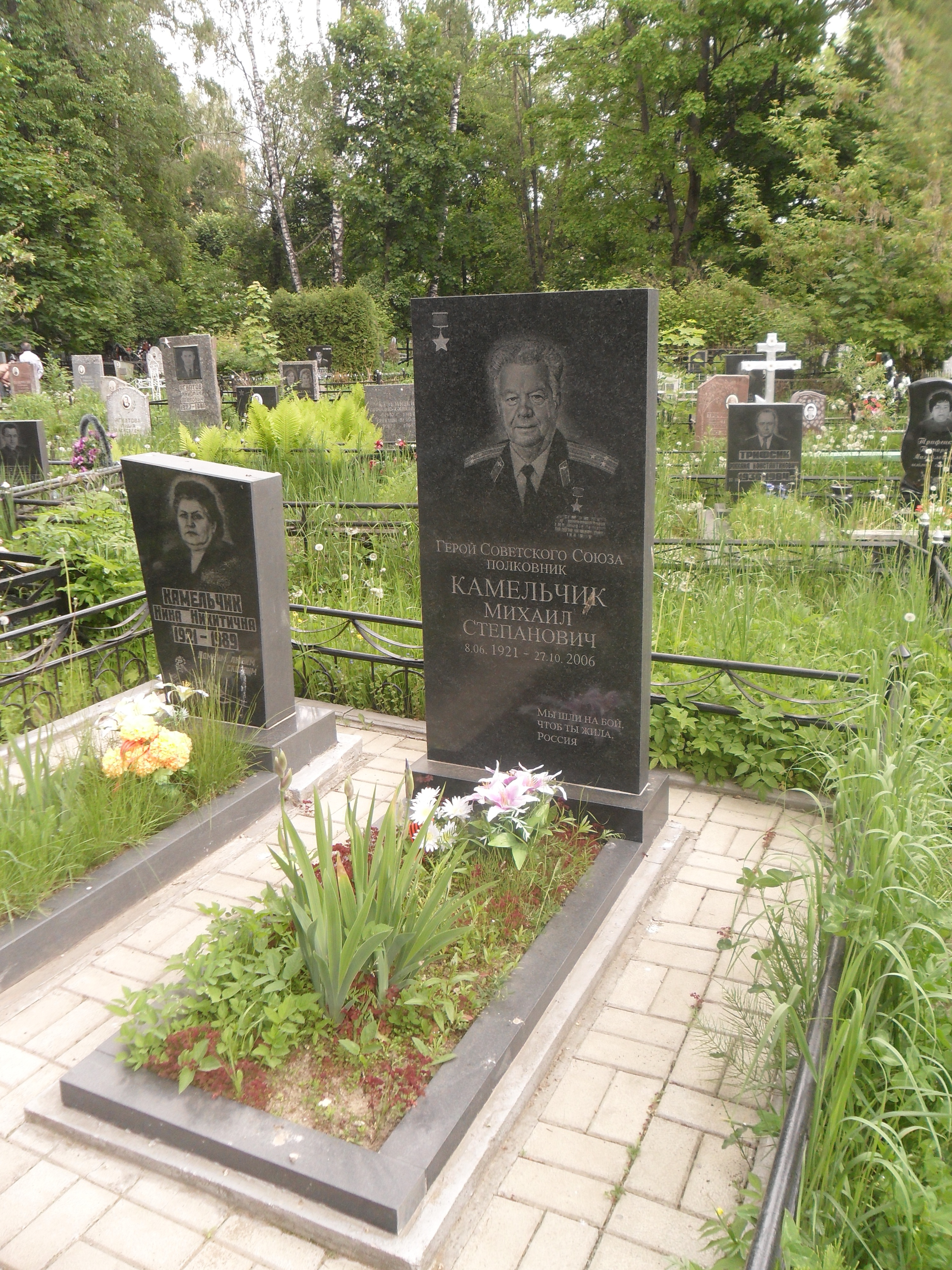
Могила Камельчика на Братском кладбище Смоленска.

Михаил Камельчик родился 8 июня 1921 года в деревне Бушмин (ныне — Толочинский район Витебской области Белоруссии) в крестьянской семье. Окончил железнодорожный техникум в Орше и аэроклуб в 1939 году. В 1940 году он был призван на службу в Рабоче-крестьянскую Красную Армию. В 1941 году Камельчик окончил Одесскую военную авиационную школу пилотов. Начало Великой Отечественной войны встретил в звании сержанта, пилота истребителя «И-16» 162-го истребительного авиаполка Белорусского военного округа. С первых же дней войны Камельчик находился на её фронтах. Принимал участие в прикрытии Гомеля, железнодорожных мостов, совершал по 5-7 боевых вылетов в день. Вскоре Камельчик был направлен в Ижевск на переобучение на штурмовик «Ил-2».
После завершения переобучения Камельчик участвовал в боях на Северо-Западном фронте в составе 288-го (с ноября 1942 года — 33-го гвардейского) штурмового авиаполка. Принимал участие в освобождении Новгорода, Пскова, Пинска, Люблина, Варшавы, Познани, форсировании Одера, взятии Берлина. В 1944 году Камельчик вступил в ВКП(б). 22 апреля 1945 года он совершил свой последний, сотый по счёту боевой вылет. Произведя штурмовку вражеских целей в Берлине, Камельчик уже возвращался назад, когда в его самолёт попал зенитный снаряд, ранив его в голову и грудь. Практически ничего не видя, он сумел довести самолёт до аэродрома, потеряв сознание после посадки. Благодаря усилиям врачей, Камельчику удалось сохранить не только зрение, но и вернуться в военно-воздушные силы.
К концу войны гвардии старший лейтенант Михаил Камельчик командовал звеном 33-го гвардейского штурмового авиаполка, 3-й гвардейской штурмовой авиадивизии, 16-й воздушной армии, 1-го Белорусского фронта. Совершив за время войны 100 боевых вылетов, Камельчик принял участие в 10 групповых воздушных боях, уничтожил 5 танков, 39 орудий, 84 автомашины с грузами и живой силой, 57 повозок, 3 блиндажа, 1 БТР, 1 паровоз, 23 железнодорожных вагонов, 1 железнодорожный мост, 2 переправы, 4 склада с боеприпасами.
Указом Президиума Верховного Совета СССР от 15 мая 1946 года за «образцовое выполнение заданий командования и проявленные мужество и героизм в боях с немецкими захватчиками» гвардии старший лейтенант Михаил Камельчик был удостоен высокого звания Героя Советского Союза с вручением ордена Ленина и медали «Золотая Звезда» за номером 8263.
После окончания войны Камельчик продолжал службу в Советской Армии. В 1953 году он окончил высшую офицерскую школу штурманов в Краснодаре, был штурманом авиаполка. В 1958 году в звании подполковника Камельчик был уволен в запас по состоянию здоровья. С того же года он проживал в Смоленске, работал учителем в школе. В 1967 году Камельчик окончил Смоленский педагогический институт, после чего работал в нём заведующим методическим кабинетом кафедры марксизма-ленинизма. С 1970 года Камельчик работал преподавателем истории в Смоленском государственном медицинском институте. Принимал участие в общественной жизни, был членом Советского комитета ветеранов войны и комитета Фонда мира. Умер 27 октября 2006 года, похоронен на Братском кладбище Смоленска.
Заслуженный работник культуры РСФСР (1983). Также был награждён двумя орденами Красного Знамени, двумя орденами Отечественной войны 1-й степени, орденом Красной Звезды, медалями «За отвагу», «За боевые заслуги» и рядом других. Почётный гражданин города Познань и Лодзинского воеводства Польши.